# Denis Jacquat
Denis Jacquat, né le 29 mai 1944 à Thiaucourt (Meurthe-et-Moselle), est un homme politique français.

## Biographie
Denis Jacquat est médecin en milieu hospitalier à Metz avant de s'engager en politique. Il est élu comme député de Moselle en 1986, puis dans la deuxième circonscription de la Moselle continuellement à partir de 1988. Il fait partie du groupe UMP.
Denis Jacquat a suggéré en 2004 une proposition de loi tendant à rétablir la peine de mort pour les auteurs d'actes de terrorisme mais a voté en 2007 le projet de loi constitutionnelle relatif à l'interdiction de la peine de mort.
Denis Jacquat siège au conseil municipal de Metz du 13 mars 1977 jusqu'en mars 2011. Il a exercé la fonction d'adjoint au maire de cette ville, du 13 mars 1977 au 27 juin 1988 puis du 19 mars 2001 au 16 mars 2008. À partir de 2008, il est membre de la communauté d'agglomération de Metz Métropole (CA2M). En 1995, il mène une liste d'union UDF-RPR contre le maire sortant Jean-Marie Rausch, mais est battu au 2e tour, arrivant 2e avec 27,15 % dans une quadrangulaire.
Il a également été membre du conseil général de la Moselle de 1979 à 2002, représentant le canton de Metz-Ville-2. Élu à nouveau dans ce canton en 2011, il obtient la vice-présidence de la 3e commission chargée des Affaires sociales, scolaires, universitaires et de recherche.
En juillet 2011 il a été condamné à 10 000 euros d'amende par le tribunal correctionnel de Reims pour abus de confiance et infraction à la législation sur le financement des campagnes électorales.
En janvier 2013, il prend la tête de la « mission d'information sur les immigrés âgés » constituée par l'Assemblée nationale pour l'étude du cas des chibanis.
En mars 2015, il est élu conseiller départemental du canton de Metz-2 en tandem avec Nathalie Colin-Oesterlé. Ils ont pour suppléants Patricia Arnold et Yves Wendling.
Il soutient Jean-François Copé pour la primaire présidentielle des Républicains de 2016.

## Détail des fonctions et des mandats
Mandats locaux
- 13 mars 1977 - avril 2011 : conseiller municipal de Metz (démission pour cumul de mandats)
- 13 mars 1977 - 27 juin 1988 : Adjoint au maire de Metz
- 19 mars 2001 - 16 mars 2008 : Adjoint au maire de Metz
- jusqu'au 17 mars 2008 : Membre de la communauté d'agglomération de Metz Métropole
- 19 mars 2001 - 16 mars 2008 : Vice-président de la communauté d'agglomération de Metz Métropole
- 25 mars 1979 - 24 août 2002 : Conseiller général du canton de Metz-Ville-2 (démission pour cumul de mandats)
- 27 mars 2011 - 21 mars 2015 : Conseiller général du canton de Metz-Ville-2
- depuis le 22 mars 2015 : Conseiller départemental du canton de Metz-2

Mandats parlementaires
- 16 mars 1986 - 14 mai 1988 : Député de la Moselle
- 12 juin 1988 - 1er avril 1993 : Député de la 2e circonscription de la Moselle
- 28 mars 1993 - 21 avril 1997 : Député de la 2e circonscription de la Moselle
- 1er juin 1997 - 18 février 2002 : Député de la 2e circonscription de la Moselle
- 20 juin 2002 - 19 juin 2007 : Député de la 2e circonscription de la Moselle
- 20 juin 2007 - 19 juin 2012 : Député de la 2e circonscription de la Moselle
- 20 juin 2012 - 20 juin 2017 : Député de la 2e circonscription de la Moselle